# Mambila

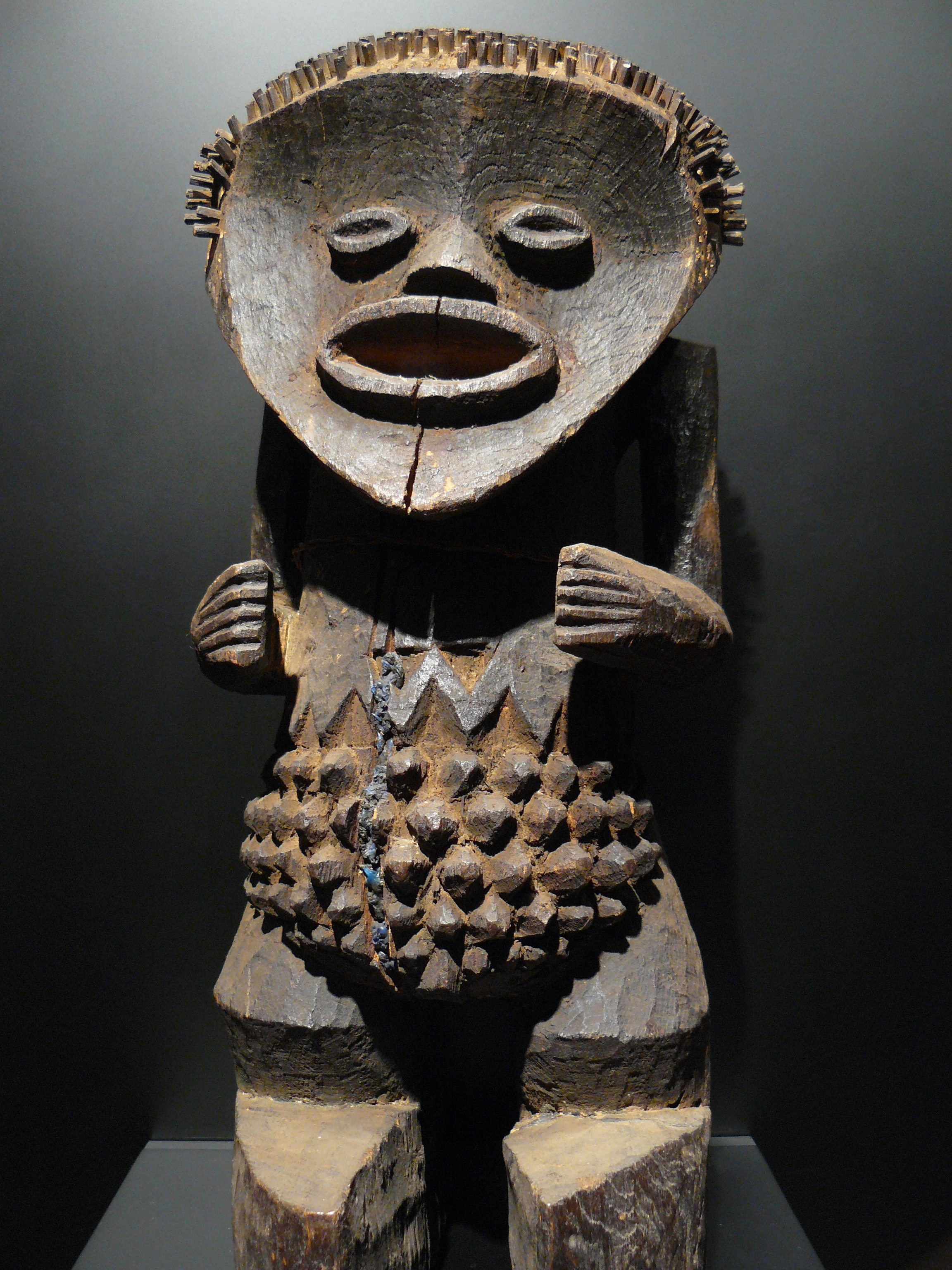
Mambila beeld (Musée du quai Branly)

De Mambila (of Mambilla) is een Afrikaans volk van Bantoe-oorsprong, woonachtig in Nigeria en Kameroen.
De grootste groep leeft op het Mambilla-plateau in de staat Taraba in het zuidoosten van Nigeria.
Een kleinere groep leeft aan de andere zijde van de grens in het noordwesten van Kameroen.

## Maskers
De Mambilia gebruiken maskers tijdens twee jaarlijkse feesten, suaga, aan het begin en aan het einde van het landbouwseizoen. Vrouwen mogen daar of het algemeen niet bij zijn. De maskers met menselijke trekken zijn zeldzaam en hebben dezelfde stijl als de beeldhouwkunst van de Mambilia. Deze maskers worden bewaard door oude mannen. Vaker worden tijdens deze feesten dierenmaskers gebruikt, die echter moeilijk te relateren zijn aan één diersoort.